# Ivan Mošić
Ivan Mošić (serbisch-kyrillisch Иван Мошић; * 23. Dezember 1994 in Kragujevac, Serbien und Montenegro) ist ein serbischer Handballspieler.

## Karriere

### Verein
Der 1,94 m große linke Rückraumspieler spielte in Serbien für RK Radnički Kragujevac und RK Roter Stern Belgrad. Im Jahr 2018 wurde er an Shabab Al-Ahli in den Vereinigten Arabischen Emiraten ausgeliehen. Anschließend unterschrieb er beim spanischen Erstligisten Ademar León. In der Saison 2020/21 wurde er mit den Riihimäki Cocks finnischer Meister und bester Spieler der Liga. Die folgenden Spielzeiten verbrachte er beim israelischen Verein AS SGS Ramat haScharon. Seit 2023 läuft er für den rumänischen Klub HC Buzău auf.

### Nationalmannschaft
Mit der serbischen A-Nationalmannschaft belegte Ivan Mošić bei der Weltmeisterschaft 2019 den 18. Platz und bei der Europameisterschaft 2020 den 20. Platz. Bisher bestritt er mindestens 20 Länderspiele, in denen er 30 Tore erzielte.